# NGC 512
NGC 512 je galaksija u zviježđu Andromeda.

## Vanjske poveznice
- SEDS: NGC 0512